# Platycheirus cejensis
Platycheirus cejensis är en tvåvingeart som beskrevs av Kuznetzov 1987. Platycheirus cejensis ingår i släktet fotblomflugor, och familjen blomflugor. Inga underarter finns listade i Catalogue of Life.